# Асен Шопов
Асен Георгиев Шопов е български режисьор, актьор и сценограф.

## Биография
Роден е в Брестовица, Пловдивска област на 16 февруари 1933 г. През 1956 г. завършва актьорско майсторство, а през 1962 г. режисура при проф. Моис Бениеш във ВИТИЗ. През същата година дебютира на сцената на Драматичния театър в Димитровград с постановката „И утре е ден“ на Георги Джагаров. Актьор е в Драматичен театър – Сливен и Държавен сатиричен театър. Последователно е режисьор е в Драматичните театри в Димитровград, Хасково,Военен театър, Бургас, Народен театър, Драматичен театър - Пловдив, Театър 199.

## Постановки
Асен Шопов поставя на сцена над 150 постановки, по-известните са:
- „Коварство и любов“ – Фридрих Шилер
- „Осъдени души“ – Димитър Димов
- „Ричард III“ – Уилям Шекспир
- „Хамлет“ – Уилям Шекспир
- „Сън в лятна нощ“ – Уилям Шекспир
- „Майстори“ – Рачо Стоянов
- „Време разделно“ – Антон Дончев
- „Дачници“ – Максим Горки
- „Нощем с белите коне“ – Павел Вежинов
- „Комунисти“ – Георги Марков
- „Процесът против богомилите“ – Стефан Цанев
- „Тайната вечеря на Дякона Левски“ – Стефан Цанев
- „Величието и падението на Стефан Стамболов“ – Стефан Цанев
- „В полите на Витоша“ – Пейо Яворов
- „Нора“ – Хенрих Ибсен
- „Тартюф“ – Молиер
- „В очакване на Годо“ – Самюел Бекет
- „Железният светилник“ – Димитър Талев
- „Вражалец“ – Ст. Л. Костов[1]
- „Брудершафт“ – Анатолий Крим, Театър 199

## Филмография
Режисьор е на игралните филми:
- „Вечни времена“ (1974)
- „Инструмент ли е гайдата?“ (1978)

## Награди и отличия
- Награда „Златна роза“ от Варненски филмов фестивал 1974 г. за режисура на филма „Вечни времена“
- Сребърен леопард от Лукарно Швейцария за режисьорски дебют на филма „Вечни времена“ 1975 г.
- 0рден за заслуги към полската култура 1976 г.
- „Аскеер“ за цялостно творчество (2012)[2]
- Орден „Св. св. Кирил и Методий“ I степен „за големите му заслуги в областта на културата и изкуството“ (2013)[3]
- Награда „Аскеер“ за режисура на постановката „В полите на Витоша“ от Пейо Яворов в Благоевградския драматичен театър през 2003 г.
- „Икар“ за цялостно творчество (2022)
- На 17 септември 2022 г. на тържествена сесия на Столичния общински съвет е удостоен със званието Почетен гражданин на София.[4][5]